# Iana Sízikova
Iana Dmítrievna Sízikova (en rus: Яна Дмитриевна Сизикова; Moscou, 12 de novembre de 1994) és una tennista professional russa.
En el seu palmarès consten quatre títols de dobles femenins del circuit WTA, però la majoria de la seva trajectòria l'ha desenvolupat en el circuit ITF.
El 3 de juny de 2021, va ser detinguda per la gendarmeria francesa després de la seva desfeta en el seu partit arran d'acusacions de corrupció esportiva i estafa en banda organitzada durant el torneig de Roland Garros de 2020.

## Palmarès

### Dobles femenins: 9 (6−3)
| 2009 − 2020             | Després de 2021 |
| ----------------------- | --------------- |
| Grand Slam (0−0)        |                 |
| WTA Finals (0−0)        |                 |
| Premier Mandatory (0−0) | WTA 1000 (0−0)  |
| Premier 5 (0−0)         | WTA 1000 (0−0)  |
| Premier (0−0)           | WTA 500 (0−0)   |
| International (1−0)     | WTA 250 (5−2)   |

| Títols per superfície |
| --------------------- |
| Dura (1−2)            |
| Gespa (0−0)           |
| Terra batuda (5−1)    |

| Resultat   | Núm. | Data                 | Torneig              | Superfície   | Parella              | Oponents                              | Marcador         |
| ---------- | ---- | -------------------- | -------------------- | ------------ | -------------------- | ------------------------------------- | ---------------- |
| Guanyadora | 1.   | 21 de juliol de 2019 | Lausana, Suïssa      | Terra batuda | Anastassia Potàpova  | Monique Adamczak Han Xinyun           | 6−2, 6−4         |
| Finalista  | 1.   | 6 de març de 2022    | Monterrey, Mèxic     | Dura         | Han Xinyun           | Catherine Harrison Sabrina Santamaria | 6−1, 5−7, [6−10] |
| Guanyadora | 2.   | 31 de juliol de 2022 | Praga, Txèquia       | Dura         | Anastassia Potàpova  | Angelina Gabueva Anastasia Zakharova  | 6−3, 6−4         |
| Finalista  | 2.   | 16 d'octubre de 2022 | Cluj-Napoca, Romania | Dura (i)     | Kamilla Rakhimova    | Kirsten Flipkens Laura Siegemund      | 3−6, 5−7         |
| Guanyadora | 3.   | 27 de maig de 2023   | Rabat, Marroc        | Terra batuda | Sabrina Santamaria   | I. Gamarra Martins Lidziya Marozava   | 3−6, 6−1, [10−8] |
| Guanyadora | 4.   | 23 de juliol de 2023 | Palerm, Itàlia       | Terra batuda | Kimberley Zimmermann | Angelica Moratelli Camilla Rosatello  | 6−2, 6−4         |
| Guanyadora | 5.   | 25 de maig de 2024   | Rabat (2)            | Terra batuda | Irina Khromacheva    | Anna Danilina Xu Yifan                | 3−6, 2−6         |
| Guanyadora | 6.   | 21 de juliol de 2024 | Palerm (2)           | Terra batuda | Alexandra Panova     | Y. Cavallé Reimers Aurora Zantedeschi | 4−6, 6−3, [10−5] |
| Finalista  | 3.   | 28 de juliol de 2024 | Iasi, Romania        | Terra batuda | Alexandra Panova     | Anna Danilina Irina Khromacheva       | 4−6, 2−6         |

## Trajectòria

### Dobles femenins
| Open d'Austràlia | A  | 1R | A   | 2R | 1R | 0 / 3 | 1 – 3 |  |
| Roland Garros | 1R | 1R | A   | 1R |    | 0 / 3 | 0 – 3 |  |
| Wimbledon | NC | A  | A   | 2R |    | 0 / 1 | 1 – 1 |  |
| US Open | A  | A  | 1R  | 1R |    | 0 / 2 | 0 – 2 |  |
| Rànquing a final d'any | 98 | 94 | 117 | 53 | 60 |       |       |  |
| Llegenda: G: Guanyadora; F: Finalista; SF: Semifinalista; QF: Quarts de final; Q: Qualificació; A: Absent; RR: Round Robin; |    |    |     |    |    |       |       |  |